# Programação orientada a eventos
Programação orientada a eventos é um paradigma de programação. Diferente de programas tradicionais que seguem um fluxo de controle padronizado, o controle de fluxo de programas orientados a evento são guiados por indicações externas, chamadas eventos. Sua aplicação é grande no desenvolvimento de sistemas de interface com o usuário.
A maioria das ferramentas e arquiteturas de desenvolvimento de GUI existentes depende de programação orientada a eventos. [2] A estrutura Java AWT processa todas as alterações na interface do usuário em um único thread, chamado de thread de despacho de eventos . Da mesma forma, todas as atualizações da interface do usuário na estrutura Java JavaFX ocorrem no JavaFX Application Thread.
Além disso, sistemas como o Node.js também são controlados por eventos.

## Visão geral
Diferente de aguardar por um comando completo que processa a informação, o sistema em tal paradigma é programado em sua base em um laço de repetição de eventos, que recebem repetidamente informação para processar e disparam uma função de resposta de acordo com o evento.
O método pelo qual a informação é adquirida por camadas mais baixas do sistema é irrelevante. As entradas podem ser enfileiradas ou uma interrupção pode ser registrada para reagir, ou ainda ambos.
Programas orientados a evento geralmente consistem em vários pequenos tratadores, programas que processam os eventos para produzir respostas, e um disparador, que invoca os pequenos tratadores. Uma alternativa consiste em disparar os tratadores por eles próprios, criando um efeito de evento em cascata.
Esse método é bastante flexível e permite um sistema assíncrono. Programas com interface com o usuário geralmente utilizam tal paradigma. Sistemas operacionais também são outro exemplo de programas que utilizam programação orientada a eventos, este em dois níveis. No nível mais baixo encontram-se o tratamento de interrupções como tratadores de eventos de hardware, com a CPU realizando o papel de disparador. No nível mais alto encontram-se os processos sendo disparados novamente pelo sistema operacional.
Um interpretador de comandos pode ser visto como um caso especial de modelo orientado a eventos, no qual o sistema, até então inativo, espera um comando para ser disparado através das instruções do usuário.